# Gary Malkowski
Pour les articles homonymes, voir Malkowski.
Gary Malkowski, né le 26 juillet 1958 à Hamilton, est un homme politique canadien. Il a représenté la circonscription de York East à l'Assemblée législative de l'Ontario de 1990 à 1995, en tant que membre du Nouveau Parti démocratique de l'Ontario.
Il a été le premier parlementaire sourd du Canada, ainsi que le premier parlementaire au monde à s'adresser à ses collègues en langue des signes, en l’occurrence en langue des signes américaine.